# Condoleezza Rice
Condoleezza Rice, ameriška profesorica politologije in političarka, * 14. november 1954, Birmingham, Alabama, Združene države Amerike.
Je nekdanja ameriška svetovalka za državno varnost (2001-2005) in državna sekretarka ZDA (ministrica za zunanje zadeve) (2005-2009). Trenutno vodi Hooverjevo inštitucijo.